# 執行草舟
執行 草舟（しぎょう そうしゅう、1950年〈昭和25年〉6月26日 - ）は、日本の実業家、著述家、歌人。本名は執行祐輔（しぎょう ゆうすけ）。
生命の燃焼を軸とした生き方を実践・提唱している生命論・人間論研究者。菌酵素食品の研究・製造・販売の事業である㈱日本生物科学研究所、㈱日本菌学研究所を経営。
また独自の美術事業を展開しており、執行草舟コレクションを主宰、戸嶋靖昌記念館 館長を務める。草舟の蒐集する美術品には、安田靫彦、白隠、東郷平八郎、南天棒、山口長男、平野遼等がある。魂の画家・戸嶋靖昌とは深い親交を結び、画伯亡きあと全作品を譲り受け、戸嶋靖昌の遺志を継いで記念館を設立した。その画業を保存・顕彰し、千代田区麹町の展示室で公開している。
日本菌学会終身会員。

## 来歴・人物
東京都生まれ。立教小学校から立教大学まで一貫教育を受ける。執行家は佐賀県の鍋島藩 において家老職や奉行職を務める。祖父・執行弘道はパリ万博での日本の展示を担当、天皇家の美術御用掛として活躍、また日本美術普及の国策会社を経営した。建築家フランク・ロイド・ライトと深い交流があり、浮世絵蒐集の仲介役も務めた。父・執行一平は旧制の東京商科大学を卒業してから三井物産に入社。その英語力を買われ三井財閥の窓口として、ＧＨＱの財閥解体にも助力。母・千鶴子は岐阜県の大垣の大庄屋 早野家の末娘。千鶴子の父・小三樹は上海で日清汽船という海運会社を経営していたため、千鶴子は1930年代の幼少期を上海租界で過ごす。また小三樹は剣術を剣豪・山田次朗吉に指南され相当の使い手であった。

### 学生時代
1957年、立教小学校入学前に、突然42度の高熱が出て呼吸困難に陥り、目白の開業医で執行家の掛かりつけ医であった、母里太兵衛の子孫の母里太一郎が国立第一病院へ運んだ。膿胸の石化現象を起こしており、第一病院にあった人工呼吸器「鉄の肺」と、また名医・山下九三夫の施術により一命をとりとめた。死病を克服して初めて手にとった『葉隠』が、人生すべての思想の根幹となる。その後、体の症状を整体師の野口晴哉に見てもらうが、禅の「啐啄の機」という言葉を教わり、生命の神秘、禅的思想の根本を体得していく。
1966年、中学校三年の時に、知人の山荘で三島由紀夫に出会う。 当時三島文学をすべて読んでいたため、自分なりの三島文学論を本人にぶつけた。また、雑誌「朝日ジャーナル」で連載されていた高橋和巳の『邪宗門』を読んだ直後だったため、『邪宗門』、『悲の器と三島由紀夫の『美しい星』、『金閣寺』、『鏡子の家』との比較文学論をぶつける。三島との交流は高校三年まで続いた。
1970年、立教大学法学部に入学。刑法の所一彦、法哲学の神島二郎に指導を受け、また団藤重光の『刑法綱要』を研究する。神島教授により法哲学、政治思想史の専門として、ヘーゲルの『法の哲学』、丸山眞男の『日本政治思想史研究』を基礎研究とし、またオットー・フォン・ギールケの『ドイツ団体法論』等を原書で研究した。また中世・ルネサンス音楽専門の教授・皆川達夫による「西洋音楽史」の講座をとる。執行の家には父の集めた戦前のSP・LPが1万枚以上ありレコードコンサートを開くようになる。レコードの貸し借りで交流のあった五味康祐から、コンサート用にとタンノイのスピーカーをもらう。また、レコードコンサートを機に小林秀雄と知り合いになり、ラモー、クープラン等のフランス音楽を中心にレコードの貸し借りをするようになる。

### 大正海上・三崎船舶時代
1974年、大学卒業後、大正海上火災に入社。その後、ほどなくして大正海上を辞め、再就職。神奈川県三浦市の三崎向ヶ崎にあった従業員350人の中規模造船会社、三﨑船舶工業㈱に勤め始める。旧制の四高（金沢）から東京帝国大学の機械工学科を出て、戦中は軍艦を造る技術将校だった平井顕が社長で戦後に起業した会社であった。
1981年、お見合いをし、妻となる充子と出会う。充子は学習院大学国文科で『源氏物語』を研究、国語学者の大野晋の弟子に当たる。充子との結婚生活は二年二ヶ月続いたが、充子はスキルス性の乳癌にかかり、闘病生活を余儀なくされる。癌が発見された時に既に妊娠しており、抗癌治療をせずにお腹の子供を産む事を決意。整体の野口晴哉の一番弟子の臼井栄子や、漢方を扱い独特の食事療法を行う医師の重野哲寛にかかり、1983年5月に出産、娘が生まれる。その後、ほどなく充子は亡くなる。

### バイオテック株式会社設立
この頃、ミクロサイエンス研究所の名称で、個人研究として発酵菌及び食物の関連について実地研究を開始する。精神的確立において岩波書店が刊行し始めた『内村鑑三全集』全四十巻がすべての研究の根幹となり、「絶対負」という独自の思想を探求することになる。1984年、妻の死を機に、菌食・ミネラルによる酵素食品の会社であるバイオテック株式会社（現・株式会社 日本生物科学）を設立する。バイオテック株式会社は創業時、中央区日本橋本町にあるビルの一室に事務所を構えた。単なる健康のためになる食品ではなく、「自己の生命の燃焼を補完し、自分らしくきちんと死ぬために開発」した製品である。この「絶対負」の思想を裏打ちする科学としては、カナダのC.Eドールマン博士の菌や腸内細菌の研究、ルイ・パストゥールの免疫学と細菌学、南方熊楠の粘菌学、サー・アレクサンダー・フレミングの細菌学実践を土台とした。また製品化にあたって、父の友人でもあった聖マリアンナ医科大学学長の戸栗栄三博士に助けられ、微生物学教室の施設や研究所を使わせてもらう。
1986年には、製造部門として、群馬県藤岡市に日本生物科学株式会社（現・㈱日本菌学研究所）を設立し、1988年にはバイオテック株式会社 本社が港区虎ノ門に移転する。以降、2011年まで虎ノ門で営業を続ける。1989年、日本生物科学株式会社 新館工場が完成。完全一貫生産体制となる。1990年代には、担子菌類菌糸体の培養及び、有効成分の分離抽出法をはじめ菌類の特許5件を取得。また独自の生命燃焼論と思想・哲学を広めるための社内報の刊行が開始される。以降、10年間に亘って刊行される。
2001年、自身の名前を「草舟」と号す。号の由来は吉田松陰の「草莽崛起」から取られた。

### 美術・出版文化活動
2002年、画家・戸嶋靖昌と出会い、肖像画制作を依頼する。以後、執行草舟の肖像画は全部で6点、「巌の草舟」、「夜の草舟」、「春の草舟」、「夢の草舟」、「黒の草舟」、「魅せられたる魂―執行草舟の像―」。2004年、バイオテック株式会社 大阪支店を開設。2007年、戸嶋靖昌が亡くなり、800点に及ぶ作品と遺品、稲城市にある居宅兼アトリエを譲り受け保存することになる。戸嶋靖昌記念館を設立、戸嶋靖昌の長男が名誉館長となる。
2008年、MIHO MUSEUMで開催された「大和し美し」展（9月2日-12月14日）、千葉市美術館にての同題展（2009年4月4日-5月10日）に執行草舟コレクションの安田靫彦作品を出品。2010年、最初の著作、実践哲学エッセイ『生くる』と詩歌随想集『友よ』が講談社より出版される。この二冊は、1994年から10年に亘り刊行された社内報が講談社の目に留まり、出版の運びとなった。また2010年、ニューオータニ美術館「安田靫彦―花を愛でる心―」展、川崎市市民ミュージアム「安田靫彦―歴史画誕生の軌跡―」展（両展同時開催：3月13日‐4月18日）に、執行草舟コレクションの安田靫彦作品を出品。
2011年、バイオテック株式会社 新本社ビルを千代田区麹町に竣工ならびに本社移転。本社ビル内に執行草舟コレクション及び戸嶋靖昌記念館 常設展示場を開設する。月刊オピニオン誌『正論』に、執行草舟の連載インタビュー「根源へ」 が掲載される。当時の『正論』編集長 桑原聡によるインタビューが二年間に亘って行なわれた。2013年、『正論』インタビューを元にした哲学・文学エッセイ『根源へ』が講談社より出版される。
2015年、書店「読書のすすめ」の店長清水克衛との対談本『魂の燃焼へ』が、イースト・プレスより出版される。府中市美術館「武蔵府中 炎の油画家5人」展（5月16日-7月5日）に戸嶋靖昌の作品を出品。駐日スペイン大使館「孤高のリアリズム―戸嶋靖昌の芸術―」展（11月5日‐11月28日）に戸嶋靖昌の作品を出品、入場者数5,000人を超え、スペイン大使館史上最高の入場者数となる。ワック株式会社の雑誌『歴史通』（隔月誌）に自身の半生を語ったインタビューが、二年に亘り連載される。
2016年、『孤高のリアリズム―戸嶋靖昌の芸術―』が講談社エディトリアルより出版される。戸嶋靖昌の生涯とその芸術が一冊になっており、また、國學院大學教授 小池寿子による論文が寄稿されている。執行草舟コレクションの真髄とその作品を紹介した『憂国の芸術』が講談社エディトリアルより、老いることを問うた一冊『耆に学ぶ』（共著：清水克衛、吉田晋彩、西田文郎、寺田一清）がエイチエスより出版される。
2017年、バイオテック株式会社ならびに日本生物科学株式会社の社名を変更。株式会社 日本生物科学（旧 バイオテック株式会社）、株式会社 日本菌学研究所（旧 日本生物科学株式会社）となる。㈱日本菌学研究所の本社工場竣工および本社移転。㈱日本菌学研究所は「かわさきマイコンシティ」に設立される。また、雑誌『歴史通』に連載された自身の半生を語ったインタビューが『おゝポポイ！―その日々へ還らむ―』（PHP研究所）に纏められる。また、『「憧れ」の思想』（PHP研究所）が出版され、イエローハット創業者、鍵山秀三郎の目に留まり『すぐに結果を求めない生き方』（鍵山秀三郎著、PHP研究所）のまえがきで紹介される。スペイン国営セルバンテス文化センターにて「戸嶋靖昌の見たスペイン」展（5月12日‐6月10日）を主催する。
2018年、日西外交樹立150周年記念、サラマンカ大学創立800周年記念として、『情熱の哲学―ウナムーノと「生」の闘い―』（佐々木孝著）を監修、またミゲール・デ・ウナムーノの長編宗教詩『ベラスケスのキリスト』（安倍三﨑訳）を監訳する。サラマンカ大学付属日西文化センター、皇后美智子さまホールにて「いま、ウナムーノを問う―日本人画家 戸嶋靖昌によるオマージュ―」展（5月17日- 6月15日）、駐日スペイン大使館にて「いま、ウナムーノを問う」展（9月12日-10月9日）を主催。また、臨済宗円覚寺派管長 横田南嶺老師との対談が雑誌『衆知』 に掲載され、『対談 風の彼方へ―禅と武士道の生き方―』（PHP研究所刊）へと纏められた。また神戸大学医学部生 佐堀暢也との対談『対談 夏日烈烈―二つの魂の語らい―』が刊行される。

## 著作
- 『生くる』（2010年、講談社）生命の完全燃焼を目指す実践哲学人生論
- 『友よ』（2010年、講談社）珠玉の45篇を友とした執行草舟の詩歌随想集
- 『根源へ』（2013年、講談社）生命的哲学・人生論
- 『魂の燃焼へ』（共著：清水克衛、2015年、イースト・プレス）世紀の悪党対談本
- 『孤高のリアリズム－戸嶋靖昌の芸術―』（2016年、講談社エディトリアル）戸嶋靖昌の人生・芸術の決定論
- 『憂国の芸術』（2016年、講談社エディトリアル）執行草舟コレクションの芸術論
- 『耆に学ぶ』（共著：清水克衛、吉田晋彩、西田文郎、寺田一清、2016年、エイチエス）「毒を食らえ」（執行草舟）論文所収、老いに関する哲学書
- 『生命の理念Ⅰ・Ⅱ』（2017年、講談社エディトリアル）執行生命論の決定本
- 『「憧れ」の思想』（2017年、PHP研究所）「憧れ」に関する哲学・革命的人生論
- 『おゝポポイ！―その日々へ還らむ―』（2017年、PHP研究所）執行草舟の半生自伝
- 『情熱の哲学―ウナムーノと「生」の闘い―』（監修：執行草舟、佐々木孝著、2018年、法政大学出版局）スペイン哲学案内
- 『ベラスケスのキリスト』（ミゲール・デ・ウナムーノ著　監訳：執行草舟、翻訳：安倍三﨑、2018年、法政大学出版局）二十世紀最大の宗教長編詩
- 『対談　夏日烈烈―二つの魂の語らい―』（2018年、講談社エディトリアル）　医学生 佐堀暢也と著述家の哲学・文学対談
- 『風の彼方へ―禅と武士道の生き方―』（共著：横田南嶺、2018年、PHP研究所）禅匠と著述家による「禅と武士道」の決定的対談
- 『悲願へ―松下幸之助と現代ー』（2018年、PHP研究所）　松下幸之助の思想と人間的経営に迫る一冊
- 『見よ銀幕に―草舟推奨映画―』（2003年、戸嶋靖昌記念館）　執行草舟映画私見750篇以上所収本
- 『脱人間論』（2020年、講談社）
- 『永遠の三島由紀夫』（2025年1月、実業之日本社）